# Manaihant
 (juillet 2020).
Si vous disposez d'ouvrages ou d'articles de référence ou si vous connaissez des sites web de qualité traitant du thème abordé ici, merci de compléter l'article en donnant les références utiles à sa vérifiabilité et en les liant à la section « Notes et références ».
Manaihant est un village de la ville belge de Herve, en Région wallonne dans la province de Liège. 
Manaihant signifiait jadis endroit sale et marécageux.[réf. nécessaire]